# Башня Давида (Родина)
«Башня Давида» (англ. «Tower of David») — третий эпизод третьего сезона американского драматического телесериала «Родина», и 27-й во всём сериале. Премьера состоялась на канале Showtime 13 октября 2013 года.

## Сюжет
Броуди (Дэмиэн Льюис), страдающего от двух пулевых ранений в живот, относят в "Башню Давида", недостроенный проект небоскрёба в Каракасе, населённый сквоттерами. Его несёт туда группа наёмников во главе с Эль Ниньо (Мэнни Перес), который знает о личности Броуди. Броуди лечит доктор Грэм (Эрик Делламс) вместе с Эсме (Мартина Гарсиа), дочерью Эль Ниньо. Они регулярно дают Броуди героин, чтобы притупить его боль. Когда Броуди спрашивает его, почему он так помогает ему, Эль Ниньо отвечает: "Ты знаешь Кэрри Мэтисон. Я тоже." Когда здоровье Броуди улучшается, он начинает отказываться от инъекций героина, так как они влияют на его способность мыслить.
Кэрри (Клэр Дэйнс), будучи на лечении, умоляет своего психиатра (Стивен Шнетцер) передать сообщение Солу о том, что ей становится лучше, и что ей жаль. Позже, она на мгновение теряет над собой контроль находясь в ванной комнате, ударив голову о зеркало и проливая кровь. Сочувствующая медсестра (Марсия ДеБонис) находит её и соглашается не сообщать о случившемся.
Броуди объясняет Эль Ниньо, что поскольку он в бегах, его перевели с одного места в другое, и что он достаточно поправился от полученных ранений, чтобы уйти и добраться до "следующего места". Эль Ниньо отказывается отпускать его, объясняя, что нету следующего места, и что только в башне он в безопасности и где он должен остаться. Эль Ниньо напоминает Броуди, что он мог сдать его ЦРУ за $10 миллионов. Не испугавшись, Броуди позже сбегает с объекта с помощью Эсме. Он ищет убежища в ближайшей мечети. Имам разрешает Броуди остаться там, но узнал кто он и звонит полиции, которая вскоре пребывает арестовать Броуди. Затем прибывают наёмники Эль Ниньо, убивая полицейских вместе с имамом и его женой. Они забирают Броуди обратно в башню, где злой Эль Ниньо заточает Броуди в камеру, называя её новым домом Броуди.
Кэрри навещает в палате Пол Франклин (Джейсон Батлер Харнер), помощник в юридической фирме. Он утверждает, что он представляет одного из партнёров фирмы, предлагая освободить Кэрри, если она будет говорить с партнёром. Кэрри отказывает ему, так как она считает, что от неё будут ожидать то, что она сдаст ЦРУ, что она отказывается делать.
Броуди, один в камере, вводит себе героин, когда эпизод заканчивается.

## Производство
Кларк Джонсон стал режиссёром эпизода. Уильям Бромелл написал телесценарий, который был основан на подробном описании, оставленном его покойным отцом Генри Бромеллом. Из 10 регулярных актёров, только Клэр Дэйнс и Дэмиэн Льюис появились в этом эпизоде, что стало первым появлением Льюиса в роли Николаса Броуди в третьем сезоне. Это также первый эпизод, в котором не появляются ни Мэнди Патинкин в роли Сола, ни Морена Баккарин в роли Джессики Броуди; по существу Клэр Дэйнс теперь стала единственной актрисой, которая появилась во всех эпизодах «Родины» до этого момента.

## Реакция

### Рейтинги
Во время оригинального показа, эпизод посмотрели 1.81 миллионов зрителей.